# Raphaël Lakafia
Raphaël Lakafia (nacido 8 de octubre de 1988 en Tours) es un jugador de rugby de Francia que juega de 8 o de flanker 
para el club francés de Stade Français participante en el Campeonato francés de rugby. 
Raphaël es el hermano menor del ala del Stade toulousain Pierre-Gilles Lakafia e hijo del excampeón francés de jabalina Jean-Paul Lakafia.

## Carrera en la Selección

### Francia
El 11 de mayo de 2011, Marc Lièvremont comunica la composición de su selección para formar parte del equipo nacional que competirá en el Campeonato Mundial en Nueva Zelanda.
.